# إلبيديو بارزاجا
إلبيديو "بيدي" فراني بارزاجا الابن (25 مارس 1950 - 27 أبريل 2024) هو محامي وسياسي فلبيني. كان ممثلًا لمنطقة كافيته الرابعة في مجلس النواب الفلبيني من عام 2019 حتى وفاته في عام 2024، وشغل نفس المنصب سابقًا من عام 2010 إلى عام 2016. تغطي هذه المنطقة حصريًا مدينة داسماريناس وتم اقتطاعها من المنطقة الثانية التي كان يمثلها من عام 2007 إلى عام 2010. بالإضافة إلى أدواره التشريعية، شغل منصب عمدة داسماريناس من عام 1998 إلى عام 2007 ثم من عام 2016 إلى عام 2019.

## حياته الشخصية
تزوج من جينيفر أوستريا بارزاجا، وهي ممرضة مسجلة. لديهم ثلاثة أبناء - فرانسيسكو ("كيكو")، وإلبيديو الثالث، ولورينزو. ابنهما فرانسيسكو هو عضو مجلس المدينة منذ عام 2019.

## وفاته
توفي في 27 أبريل 2024 عن عمر ناهز الرابعة والسبعين في ستانفورد، كاليفورنيا.